# Würzburger Lügensteine

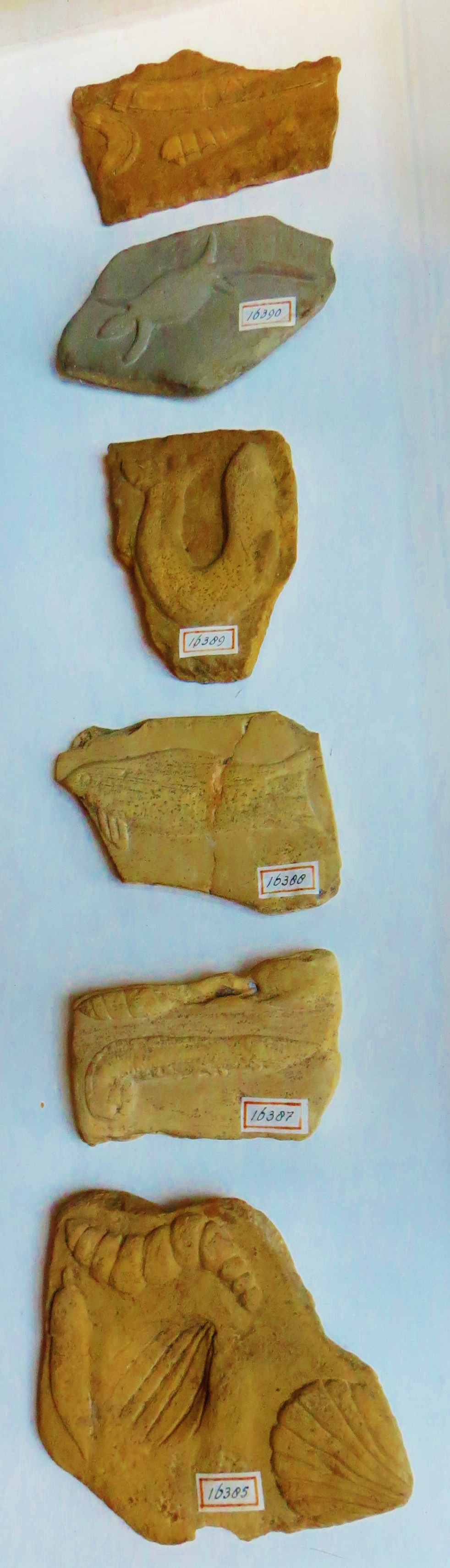
Würzburger Lügensteine im niederländischen Teylers Museum

Die Würzburger Lügensteine (auch Beringersche Lügensteine genannt) sind gefälschte Fossilien aus Kalkstein des mainfränkischen Muschelkalks. Sie wurden 1725 in erheblicher Anzahl von dem Würzburger Professor Johann Beringer (1667–1738) vorgefunden. Es handelt sich um eine der bekanntesten Fossilfälschungen in der Geschichte der Paläontologie.

## Erwerb
Beringer war Doktor der Medizin und der Philosophie sowie Leibarzt von Johann Philipp II., Fürstbischof von Würzburg und dessen Nachfolger. Wie alle Mediziner dieser Zeit, die auch mit einer Tätigkeit als Naturforscher beauftragt waren, hatte er die drei Reiche der Natur (Tiere, Pflanzen, Mineralien/Steine) zum Nutzen der Menschheit zu sammeln und zu untersuchen. Die damaligen Mediziner korrespondierten miteinander und tauschten ihre Naturalien untereinander aus.
Am 31. Mai 1725 wurden ihm von drei Jugendlichen mehrere dieser neuen, sonderbaren Steine aus Kalkstein zugetragen. Die 14, 17 und 18 Jahre alten Überbringer behaupteten, die Steine an einem Weinberg bei Eibelstadt gefunden zu haben. Beringer war zunächst misstrauisch, grub bei einem Besuch des Fundorts jedoch selbst solche Steine aus und beauftragte daher die Jugendlichen, weitere Grabungen vorzunehmen. Nach Beringers eigenen Angaben wurden in den folgenden sechs Monaten ungefähr 2000 Stücke ausgegraben und von ihm für mehr als dreihundert Reichstaler erworben. Auf der Basis der einzigartigen Funde plante Beringer in Würzburg ein neues Naturalienkabinett einzurichten, das er öffentlich zugängig machen wollte.

## Objekte

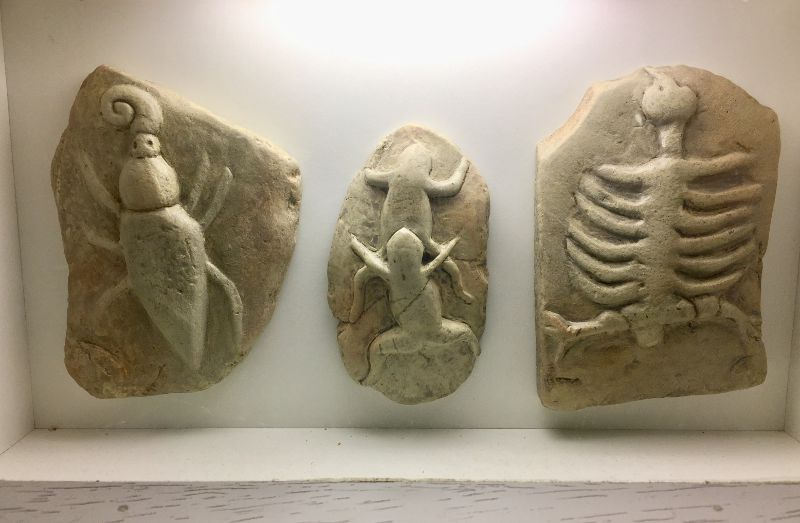
Drei Lügensteine, ausgestellt im Senckenberg Naturmuseum Frankfurt

Die Steine zeigten Unerhörtes: Pflanzen und diverse versteinerte Tiere, zum Beispiel eine Fledermaus mit Flügeln und eine Riesenmilbe, die gerade eine Fliege gefangen hat, ferner eine Spinne im Netz und eine Biene im Anflug auf eine Blüte. Andere Steine enthielten hebräische Schriftzeichen, die das Tetragramm ergaben, geschweifte Sterne und andere sonderbare, kosmologische Zeichen. Manche dieser Steine weisen aus heutiger Sicht geradezu humoristische Motive auf, wie beispielsweise kopulierende Frösche oder Fliegen. Die Frösche sind dabei nicht als Skelett gestaltet, sondern erinnern an naive Relief-Arbeiten. Viele Insekten sind zu sehen, darunter eine versteinerte Made, die genau in eine Bohrung im Gestein passt, sowie Wirbeltiere, die aus einem Loch aus dem Stein hervorschauen. Heute wirken die Fälschungen plump und lächerlich.
Da jedoch in der damaligen Zeit gerade erst die bloße Existenz von Fossilien bekannt und eine Fossilisationslehre nicht entwickelt war, erklärt sich, weshalb zunächst nicht alle Fälschungen erkannt wurden. So wurde Beringer neben versteinerten Skeletten auch die Versteinerung eines vollständig erhaltenen Körpers vorgelegt.

## Veröffentlichung
Beringer selbst glaubte zunächst an die Echtheit der von ihm Figurensteine genannten Funde und kündigte am 4. Oktober 1725 in den Leipziger Neuen Zeitungen von gelehrten Sachen eine Veröffentlichung an. Während der Abfassung seines Werkes erkannte Beringer, dass einzelne Objekte gefälscht waren, weswegen er auf deren Abbildung und Beschreibung noch während der Abfassung seines Werkes wieder verzichtete. 1726 erschienen die von ihm erworbenen Steine in einem aufwendig gestalteten Buch, womit sich der spätere Anatomie- und Chirurgieprofessor Georg Ludwig Hüber promoviert hatte, mit dem Titel Lithographiae Wirceburgensis: specimen primum. in dem er die Funde mit detailgenauen Zeichnungen auf 21 Kupferstichen katalogisierte und gemeinsam mit echten Fossilien beschrieb. Ferner beschrieb er die Fundstelle und erörterte, wie die Funde nicht entstanden sein konnten.
Da er keine Antwort auf die Frage nach ihrer Entstehung hatte, bat er in seinem Werk Fachgelehrte, sich ebenfalls der Aufklärung dieser Frage zu widmen. Beringer glaubte, die Steine würden die Theorie der vis plastica verifizieren, die der persische Gelehrte Avicenna im 11. Jahrhundert aufgestellt hatte. Danach wären alle in der Natur aufzufindenden Formen von Lebewesen als plastische Modelle in Stein präfiguriert.

## Folgen
Beringer erkannte erst gegen Ende 1732 den Betrug, kurz vor Herausgabe seines zweiten Bandes, der daraufhin nicht mehr erschien. Es kursiert hartnäckig das Gerücht, Beringer habe die Fälschung der Steine erst bemerkt, als ihm ein Stein mit seinem eigenen Namen in hebräischer Schrift gebracht wurde.
Beringer versuchte im Folgenden, die gesamte Auflage seines Werks zurückzukaufen und ließ viele in seinem Besitz befindliche Exemplare vernichten. Sein wissenschaftlicher Ruf wurde durch den Betrugsversuch jedoch nicht ruiniert und er lehrte bis zu seinem Tode im April 1738 an der medizinischen Fakultät in Würzburg weiter. Nach Beringers Tod wurde der Restbestand seines Werkes von einer Leipziger Bibliothek gekauft und mit neuem Titel 1767 herausgegeben. Bis heute sind ca. 600 Exemplare der über 2000 gesammelten Lügensteine nachweisbar bzw. erhalten. Sie befinden sich unter anderem in der Universitätsbibliothek Würzburg, im Museum für Franken, im Naturkunde-Museum Bamberg, im Naturalienkabinett Waldenburg, im Teylers Museum zu Haarlem und in der Bayerischen Staatssammlung für Paläontologie und historische Geologie in München. In der Würzburger Innenstadt eröffnete im August 2025 das Lügensteinmuseum Würzburg.
Auch der Dichter Eduard Mörike sowie der Erbauer der Würzburger Residenz, Balthasar Neumann, besaßen seinerzeit solche Steine. Diese Steine hatte Beringer teils selbst seinen Kollegen, mit denen er korrespondierte, zur Beurteilung geschickt, andere wurden weitergereicht.
Aus Vernehmungsprotokollen geht hervor, dass Beringer mehrere nachgemachte Artefakte („Bildsteine“) von zwei Würzburger Kollegen untergeschoben wurden: von dem ehemaligen Jesuiten Ignatz Roderique, inzwischen Professor für Geographie, Algebra und Analysis, sowie von Johann Georg von Eckhart, Geheimer Rat und Hof- und Universitätsbibliothekar. Die beiden wollten, unterstützt durch einen Christian Zänger aus Eibelstadt, auf diese Weise Beringer davon überzeugen, dass die Eibelstädter Burschen diese wegen des Geldes gemacht haben könnten. Roderique hatte den Protokollen zufolge die Figuren in Eckharts Wohnung ausgemeißelt, der 17-jährige Jugendliche hatte diese anschließend mit feinem Schleifpulver geglättet.
Die Lügensteine wurden selbst zu begehrten Sammelobjekten (zum Beispiel erwarb Eduard Mörike einige), die selbst gefälscht wurden. Mörike verarbeitete die Geschichte der Würzburger Lügensteine in seinem Gedicht Quittung.

### Primärliteratur
- Johannes Bartholomäus Adam Beringer: Lithographiae Wirceburgensis, ducentis lapidum figuratorum, a potiori insectiformium, prodigiosis imaginibus exornatae specimen primum. Würzburg 1726 (online).
  - englische Übersetzung: Melvin E. Jahn, Daniel J. Woolf: The lying stones of Dr. Johann Bartholomew A. Beringer, being his Lithographia Wirceburgensis. Berkeley/ Los Angeles 1963.
  - Deutsche Übersetzung: Herbert Vossmerbäumer, Heide Vossmerbäumer: Privatdruck 1988 (nach der Übersetzung von Jahn und Woolf 1963 ins Englische), abgedruckt auch in Naturwissenschaftliches Jahrbuch Schweinfurt. Band 7, 1989.

### Sekundärliteratur
- Martin Doll: Monströse Gegenstände. Über Fälschungen als Erkenntnisobjekte im zweifachen Sinne. In: Zeitschrift für Kulturwissenschaften. Nr. 1, (Bielefeld) 2007, S. 39–51. ISSN 2197-9103.
- Martin Doll: Fälschung und Fake. Zur diskurskritischen Dimension des Täuschens. Kadmos Kulturverlag, Berlin 2012, ISBN 978-3-86599-140-9, S. 77–105.
- Hans Franke: Die Würzburger Lügensteine. Tatsachen, Meinungen und Lügengespinste über eine der berühmtesten geologischen Spottfälschungen des 18. Jahrhunderts. Schöningh, Würzburg 1991.
- Melvin E. Jahn, Daniel J. Wolf: The lying stones of Dr. Johann Bartholomew A. Beringer, being his Lithographia Wirceburgensis. Berkeley/ Los Angeles 1963.
- Heinrich Kirchner: Die Würzburger Lügensteine im Lichte neuer archivalischer Funde. In: Zeitschrift der Deutschen Geologischen Gesellschaft. Band 87, 1935, S. 607–615 und Tafel 30.
- Dieter Mempel: „grebß, grotten, frösch“ und anderes mehr. Prof. Beringer und die Würzburger Lügensteine im Spiegel zeitgenössischer Quellen. In: Peter Mainka, Johannes Schellakowsky, Peter A. Süß (Hrsg.): Aspekte des 18. Jahrhunderts. Studien zur Geistes-, Bildungs- und Verwaltungsgeschichte in Franken und Brandenburg-Preußen. Freunde Mainfränkischer Kunst, Würzburg 1996 (= Mainfränkische Studien. Band 60), S. 19–41.
- Andreas Mettenleiter: Das Juliusspital in Würzburg. Band III: Medizingeschichte. Herausgegeben vom Oberpflegeamt der Stiftung Juliusspital Würzburg anlässlich der 425jährigen Wiederkehr der Grundsteinlegung. Stiftung Juliusspital Würzburg, Würzburg 2001, ISBN 3-933964-04-0, S. 41–42 und 392.
- Birgit Niebuhr, Gerd Geyer: Beringers Lügensteine. 493 Corpora Delicti zwischen Dichtung und Wahrheit (= Beringeria. Würzburger geowissenschaftliche Mitteilungen. Sonderheft 5, Teil II). Hrsg. von Freunde der Würzburger Geowissenschaften. Würzburg 2005. ISSN 0937-0242 (mit einem Inventar aller bekannten Lügensteine).
- Birgit Niebuhr: Beringers Lügensteine von 1725. Ein Nachtrag. In: Beringeria. Würzburger geowissenschaftliche Mitteilungen. Band 37, 2007, S. 105–119. ISSN 0937-0242 (mit einem Nachtrag zum Inventar aller bekannten Lügensteine).
- Birgit Niebuhr: Wer hat hier gelogen? Die Würzburger Lügenstein-Affaire. In: Fossilien. Nr. 1/2006, S. 15–19 (PDF (Memento vom 13. September 2014 im Internet Archive) 886 kB).
- Anne-Kathrin Reulecke: Fälschung am Ursprung. Johann Beringers „Lithographiae Wirceburgensis“ (1726) und die Erforschung der natürlichen Welt. In: Trajekte. Zeitschrift des Zentrums für Literaturforschung. Berlin 7.2003, S. 39–44. ISSN 1616-3036.
- Petra Hubmann: Johannes Bartholomäus Adam Beringer (1670–1738) ein katholischer Naturforscher und Frühaufklärer als Beispiel für die Professionalisierung des akademischen philosophischen≈ Mediziners im frühen 18. Jahrhundert Dissertation. Fachbereich Humanwissenschaften der Technischen Universität Darmstadt, 2010.
- Wilhelm Simonis: Zur Entwicklung der Würzburger Botanik. In: Peter Baumgart (Hrsg.): Vierhundert Jahre Universität Würzburg. Eine Festschrift. Degener & Co. (Gerhard Gessner), Neustadt an der Aisch 1982 (= Quellen und Beiträge zur Geschichte der Universität Würzburg. Band 6), ISBN 3-7686-9062-8, S. 601–627; hier: S. 603 f.